# Rocket Lake
Rocket Lake es el nombre en clave de su 11.ª generación de Core microprocesadores de la undécima generación de Core. Salió a la venta el 30 de marzo de 2021, se basa en la nueva microarquitectura Cypress Cove, una variante de Sunny Cove (utilizada por los procesadores móviles Ice Lake de Intel) trasladada al nodo de proceso de 14 nm de Intel. Los núcleos Rocket Lake contienen muchos más transistores que los actuales núcleos Skylake derivados de Comet Lake.
Rocket Lake cuenta con el mismo zócalo LGA 1200 y la misma compatibilidad con los chipsets de la serie 400 que Comet Lake, excepto los chipsets H410 y B460. Le acompañan también los nuevos chipsets de la serie 500. Rocket Lake tiene hasta ocho núcleos, frente a los 10 de Comet Lake. Cuenta con gráficos Intel Xe y compatibilidad con PCIe 4.0. Solo se admite una única M.2  es compatible con el modo PCI-E 4.0, el resto se conectan a través de PCI-E 3.0.
Intel lanzó oficialmente la familia Rocket Lake para ordenadores de sobremesa el 16 de marzo de 2021 y las ventas comenzaron el 30 de marzo. La 11.ª generación de Core i3, así como las CPUs Pentium Gold y Celeron basadas en Rocket Lake no se incluyeron junto con los modelos de gama alta; en su lugar, Intel lanzó modelos renovados para las CPUs Core i3 y Pentium Gold de Comet Lake. Estos procesadores tienen las mismas características que sus piezas originales, aunque con una frecuencia 100 MHz más alta y el último dígito de sus números de modelo cambiando de cero a cinco.

## Características

### CPU
- Intel Cypress Cove Núcleos de CPU
- Hasta un 19 % de incremento en IPC (instrucciones por reloj)[2][8]
- DL Boost (aritmética de baja precisión para el aprendizaje profundo) y las instrucciones AVX-512.
- En comparación con sus predecesores, se eliminan las extensiones del conjunto de instrucciones SGX[9][10]

### GPU
- Intel Xe-LP ("Gen12") con hasta 32 unidades de ejecución[11][12]
- Decodificación por hardware de función fija para HEVC 12  bits, 4:2:2/4:4:4; VP9 12 bits 4:4:4 y AV1 8K 10-bit 4:2:0[13][14][15]
- DisplayPort 1.4a con compresión de flujo de pantalla; HDMI 2.0b
- Soporte para una sola 8K 12 bits HDR o dos pantallas 4K HDR de 10 bits
- Hardware acelerado Dolby Vision
- Comentarios de la muestra soporte[16][17][18][19]
- Soporte de doble cola[20]
- Sombreado de tasa variable[21][22]
- Escalado de imágenes con números enteros y vecinos más cercanos]][23]
- Las GPUs de las CPUs de sobremesa soportan 5K 60 Hz

### I/O
- Hasta 20 carriles de CPU de PCI Express 4.0[24]
- DDR4-3200 soporte de memoria[2]
- USB 3.2 Gen 2×2
- Opcional USB4 / Thunderbolt 4 cuando se combina con el controlador Intel JHL8540 Thunderbolt 4[25][26]
- DMI Enlace 3.0 x8 con los chipsets de la serie 500 de Intel

## Lista de procesadores Rocket Lake de 11.ª generación

### Procesadores de sobremesa
- Todas las CPUs listadas a continuación soportan DDR4-3200 de forma nativa. Los procesadores Core i9 K/KF permiten una relación 1:1 de DRAM a controlador de memoria por defecto en DDR4-3200, mientras que los Core i9 no K/KF y todas las demás CPUs listadas a continuación permiten una relación 2:1 de DRAM a controlador de memoria por defecto en DDR4-3200 y una relación 1:1 por defecto en DDR4-2933.[27]
- Todas las CPUs soportan hasta 128 GiB de RAM en modo de doble canal[28]
- Las CPU Core i9 (excepto la 11900T) son compatibles con la tecnología Intel Thermal Velocity Boost[29][30]

| Procesador marca | Modelo  | Núcleos (Hilos) Base | velocidad de reloj | Todos los núcleos Turbo | Turbo Boost 2.0 | Turbo Boost Max 3.0 | GPU           | Velocidad de reloj máxima de la GPU | Caché inteligente | TDP   | Precio (USD)               |
| ---------------- | ------- | -------------------- | ------------------ | ----------------------- | --------------- | ------------------- | ------------- | ----------------------------------- | ----------------- | ----- | -------------------------- |
| Core i9          | 11900K  | 8 (16)               | 3,5 GHz            | 4,8 GHz                 | 5.1 GHz         | 5,2 GHz             | UHD 750       | 1,3 GHz                             | 16 MiB            | 125 W | $ 539                      |
| Core i9          | 11900KF | 8 (16)               | 3,5 GHz            | 4,8 GHz                 | 5.1 GHz         | 5,2 GHz             | Colspan="2" - | $ 513                               | 16 MiB            | 125 W |                            |
| Core i9          | 11900   | 8 (16)               | 2.5 GHz            | 4,7 GHz                 | 5.0 GHz         | 5,1 GHz             | UHD 750       | 1,3 GHz                             | 16 MiB            | 65 W  | $ 439                      |
| Core i9          | 11900F  | 8 (16)               | 2.5 GHz            | 4,7 GHz                 | 5.0 GHz         | 5,1 GHz             | Colspan="2" - | $ 422                               | 16 MiB            | 65 W  |                            |
| Core i9          | 11900T  | 8 (16)               | 1,5 GHz            | 3,7 GHz                 | 4,8 GHz         | 4,9 GHz             | UHD 750       | 1,3 GHz                             | 16 MiB            | 35 W  | $ 439                      |
| Core i7          | 11700K  | 8 (16)               | 3,6 GHz            | 4,6 GHz                 | 4,9 GHz         | 5,0 GHz             | UHD 750       | 1,3 GHz                             | 16 MiB            | 125W  | $ 399                      |
| Core i7          | 11700KF | 8 (16)               | 3,6 GHz            | Colspan="2" -           | $ 374           | 5,0 GHz             |               |                                     | 16 MiB            | 125W  |                            |
| Core i7          | 11700   | 8 (16)               | 2.5 GHz            | 4,4 GHz                 | 4,8 GHz         | 4,9 GHz             | UHD 750       | 1,3 GHz                             | 16 MiB            | 65W   | $ 323                      |
| Core i7          | 11700F  | 8 (16)               | 2.5 GHz            | 4,4 GHz                 | 4,8 GHz         | 4,9 GHz             | Colspan="2"   | $ 298                               | 16 MiB            | 65W   |                            |
| Core i7          | 11700T  | 8 (16)               | 1,4 GHz            | 3,6 GHz                 | 4,5 GHz         | 4,6 GHz             | UHD 750       | 1,3 GHz                             | 16 MiB            | 35 W  | $ 323                      |
| Core i5          | 11600K  | 6 (12)               | 3,9 GHz            | 4,6 GHz                 | 4,9 GHz         | N/A                 | UHD 750       | 1,3 GHz                             | 12 MiB            | 125 W | $ 262                      |
| Core i5          | 11600KF | 6 (12)               | 3,9 GHz            | Colspan="2" -           | 4,9 GHz         | N/A                 | $ 237         |                                     | 12 MiB            | 125 W |                            |
| Core i5          | 11600   | 6 (12)               | 2,8 GHz            | 4,3 GHz                 | 4,8 GHz         | N/A                 | UHD 750       | 1,3 GHz                             | 12 MiB            | 65 W  | $ 213                      |
| Core i5          | 11600T  | 6 (12)               | 1,7 GHz            | 3,5 GHz                 | 4,1 GHz         | N/A                 | UHD 750       | 1,3 GHz                             | 12 MiB            | 35 W  | $ 213                      |
| Core i5          | 11500   | 6 (12)               | 2,7 GHz            | 4,2 GHz                 | 4,6 GHz         | N/A                 | UHD 750       | 1,3 GHz                             | 12 MiB            | 65 W  | Rowlingpan="2" Rowling 192 |
| Core i5          | 11500T  | 6 (12)               | 1,5 GHz            | 3,4 GHz                 | 3,9 GHz         | N/A                 | UHD 750       | 1,2 GHz                             | 12 MiB            | 35 W  |                            |
| Core i5          | 11400   | 6 (12)               | 2,6 GHz            | 4,2 GHz                 | 4,4 GHz         | N/A                 | UHD 730       | 1,3 GHz                             | 12 MiB            | 65 W  | $ 182                      |
| Core i5          | 11400F  | 6 (12)               | 2,6 GHz            | Colspan="2" -           | 4,4 GHz         | N/A                 | $ 157         |                                     | 12 MiB            | 65 W  |                            |
| Core i5          | 11400T  | 6 (12)               | 1,3 GHz            | 3,3 GHz                 | 3,7 GHz         | N/A                 | UHD 730       | 1,2 GHz                             | 12 MiB            | 35 W  | $ 182                      |

### Procesadores para estaciones de trabajo
- Estas CPUs soportan memoria ECC
- DDR4-3200 es la máxima velocidad de RAM soportada oficialmente
- Hasta 128 GB de RAM en modo de doble canal

| Procesador marca | Modelo | Núcleos (Hilos) | Base frecuencia | Max Turbo Frecuencia | GPU      | Velocidad de reloj | Caché inteligente | TDP   | Precio (USD)                                         |
| ---------------- | ------ | --------------- | --------------- | -------------------- | -------- | ------------------ | ----------------- | ----- | ---------------------------------------------------- |
| Xeon W           | 1390P  | 8 (16)          | 3,5 GHz         | 5,3 GHz              | UHD P750 | 1,3 GHz            | 16 MiB            | 125 W | $ 539                                                |
| Xeon W           | 1390   | 8 (16)          | 2,8 GHz         | 5,2 GHz              | UHD P750 | 1,3 GHz            | 16 MiB            | 80 W  | RowSpan="2" \|RowSpan="2" \|RowSpan="2" \|RowSpan="2 |
| Xeon W           | 1390T  | 8 (16)          | 1,5 GHz         | 4,9 GHz              | UHD P750 | 1,3 GHz            | 16 MiB            | 35 W  | RowSpan="2" \|RowSpan="2" \|RowSpan="2" \|RowSpan="2 |
| Xeon W           | 1370P  | 8 (16)          | 3,6 GHz         | 5,2 GHz              | UHD P750 | 1,3 GHz            | 16 MiB            | 125 W | $ 428                                                |
| Xeon W           | 1370   | 8 (16)          | 2,9 GHz         | 5,1 GHz              | UHD P750 | 1,3 GHz            | 16 MiB            | 80 W  | $ 362                                                |
| Xeon W           | 1350P  | 6 (12)          | 4,0 GHz         | 5.1 GHz              | UHD P750 | 1,3 GHz            | 12 MiB            | 125 W | $ 311                                                |
| Xeon W           | 1350   | 3,3 GHz         | 5,0 GHz         | 80 W                 | UHD P750 | 1,3 GHz            | $ 255             |       |                                                      |